# St. Clemens (Dierdorf)

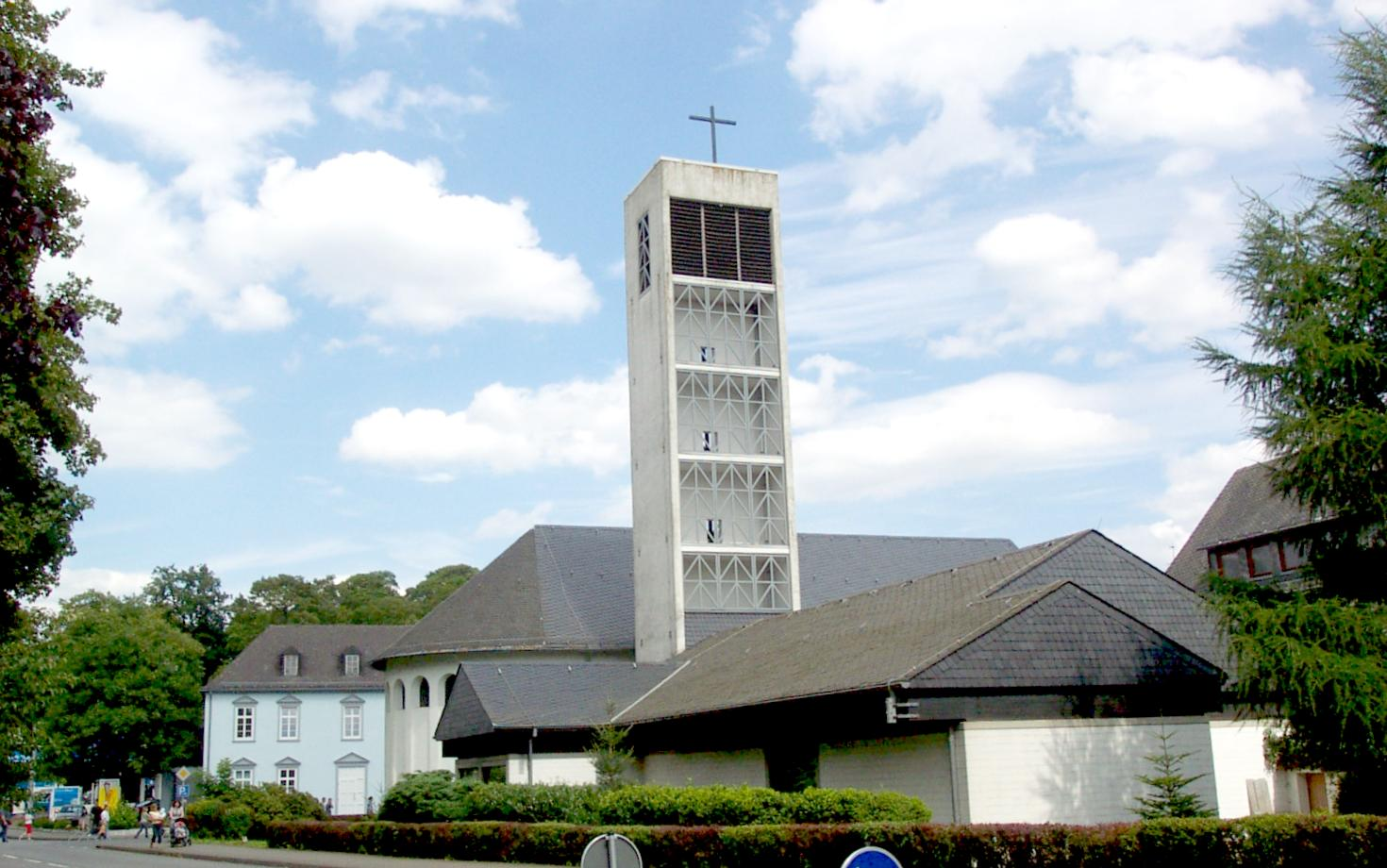
Dierdorf, Katholische Pfarrkirche St. Clemens

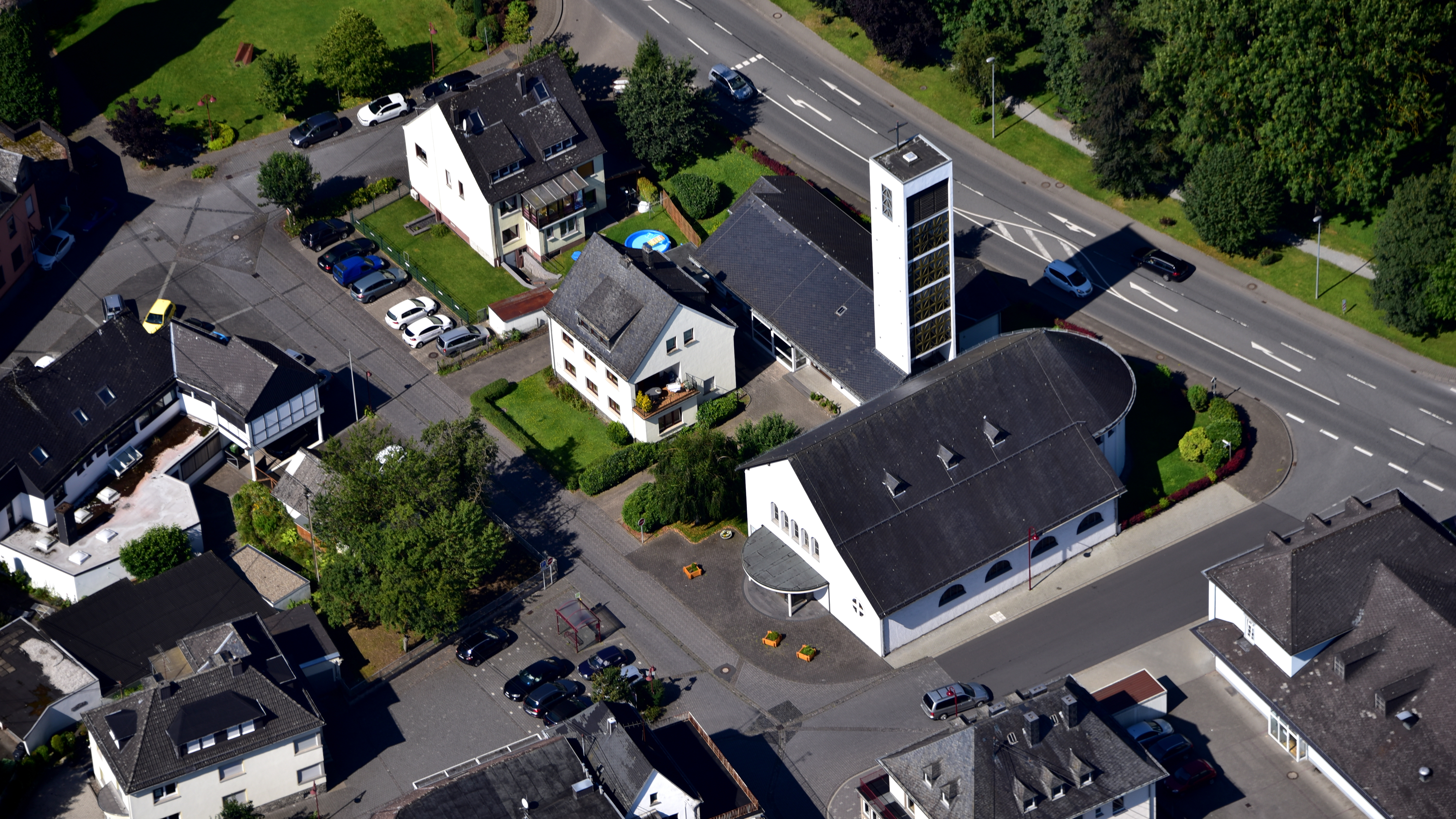
St. Clemens, Luftaufnahme (2016)

Die heutige Pfarrkirche St. Clemens in Dierdorf im Landkreis Neuwied im nördlichen Rheinland-Pfalz wurde in der Zeit von 1948 bis 1950 an Stelle der beim Bombenangriff auf Dierdorf am 25. März 1945 vollkommen zerstörten Vorgängerkirche erbaut. Die Katholische Kirche gehört zum Dekanat Rhein-Wied im Bistum Trier.

## Geschichte
Die heutige katholische Kirche ist je nach Zuordnung oder Zählweise die dritte oder vierte in Dierdorf.

### Erste Kirche
Die erste katholische Kirche wurde um 1200 gebaut und war St. Jakobus geweiht. In der ersten urkundlichen Erwähnung Dierdorfs aus dem Jahr 1204 wird der Ort mit „Pfarrei Dyrdorph“ als Besitz der Herren von Braunsberg und Isenburg genannt. Zur Pfarrei und dem Kirchspiel Dierdorf gehörten die Filialkirchen in Urbach und Puderbach. Im Jahr 1556 führt Graf Johann IV. von Wied († 1581) die evangelische Kirchenverfassung nach dem Augsburger Bekenntnis in Dierdorf ein, die Jakobuskirche wurde eine evangelische Kirche. Der erste evangelische Pfarrer war vorher katholisch.
Im Jahr 1629 wurde von Soldaten des Trierer Erzbischofs der evangelische Geistliche aus Dierdorf vertrieben und ein katholischer Geistlicher eingesetzt. Der Erzbischof wollte in den wiedischen Grafschaften die katholische Religionsausübung wieder einführen und berief sich hierbei auf das kaiserliche Restitutionsedikt. Vorübergehend war es den wenigen Katholiken im Ort und in der Umgebung wieder erlaubt die Jakobuskirche zu nutzen. Nachdem schwedische Truppen Koblenz erobert hatten verschwand 1630 die trierische Besatzung und mit ihr der katholische Geistliche.
Von dieser ersten katholischen Kirche sind wesentliche Teile des Kirchturms der heutigen evangelischen Kirche noch erhalten (siehe Evangelische Kirche (Dierdorf)).

### Kapuzinermission
Abgesehen von der kurzen Zeit im 17. Jahrhundert gab es in Dierdorf lange keine katholische Gemeinde. Erst 1741 wurde es katholischen Brückrachdorfer Familien, die ein Drittel des Dorfes ausmachten, gestattet „nach Belieben“ ihre Kinder nach auswärts in katholische Schulen zu schicken, allerdings mussten sie zum Unterhalt des reformierten Schulmeister in Dierdorf beitragen.
Im Jahr 1747 unternahmen zunächst Franziskaner den Versuch der genehmigten Einführung katholischer Gottesdienste. Eine Bittschrift an Gräfin Sophia Florentine zur Errichtung eines Klosters wurde abgelehnt. Graf Johann Ludwig zu Wied-Runkel erteilte 1750 den Katholiken die Erlaubnis zur freien Religionsausübung in der Grafschaft. Sie durften in einem Privathaus Gottesdienste halten. Ab 1751 wurde vom Pfarrer aus Marienrachdorf Religionsunterricht in Dierdorf erteilt.
Ein 1754 verstorbener kurtrierischer Inspektor vermachte in seinem Testament den Kapuzinern 5.000 Taler mit der Auflage eine Kapuzinermission mit drei Patres in Dierdorf zu errichten. Der Graf genehmigte den Kapuzinern 1755 in Dierdorf eine Ordensniederlassung zu errichten. Am 10. März 1755 zogen die Patres in Dierdorf ein, in einer mit Schieferdach versehenen Scheune wurde provisorisch eine Kirche eingerichtet. Wegen des Widerstandes der Einwohner wurde die gräfliche Genehmigung zurückgezogen. Die Kapuzinermission hielt sich bis 1787.

### Zweite Kirche
Nach verschiedenen Bemühungen wurde in Dierdorf 1802 eine neue katholische Pfarrei gegründet und von 1803 bis 1805 eine neue Kirche gebaut. Zu der Zeit war Kurfürst Clemens der Trierer Erzbischof, daher wurde diese neue Kirche St. Clemens geweiht. Den Bauplatz für die Kirche schenkte der Fürst zu Wied-Runkel seinen katholischen Untertanen mit einigen Auflagen.
Der Grundsteinlegung erfolgte am 14. Mai 1803, die angrenzenden Pfarreien unterstützten den Neubau mit großzügigen Spenden, so konnte die Kirche 1805 fertiggestellt und am 15. August dieses Jahres eingeweiht werden. Die Kirche war „ein nüchterner rechteckiger Bau mit beidseits des Altars stehenden Emporen“. Der Hochaltar stammte vermutlich aus der im gleichen Jahr aufgelösten Abtei Rommersdorf. Im Jahr 1887 wurde die Kirche restauriert, nach einem Gutachten im Folgejahr wird der bauliche Zustand der Kirche als bedenklich beschrieben, es wird eine Reparatur und Erweiterung geplant. Nach 15 Jahren begann man 1902 mit den umfangreichen Veränderungen, am 3. Mai 1904 wurde diese Kirche konsekriert. Ab dem Jahr 1928 werden umfangreiche Renovierungsarbeiten berichtet.
An Palmsonntag (25. März) im Jahr 1945 flogen die United States Army Air Forces mit 67 Bombern des Typs Martin B-26 "Marauder" einen Angriff auf Dierdorf und warf insgesamt 272 Bomben ab. Die Kirche und die Hälfte der Stadt wurden zerstört.

### Heutige Kirche
Bereits 1946 gab es erste Initiativen die Kirche neu zu bauen, es sollte ein einfacher Bau werden. Im Jahr 1948 begannen die ersten Arbeiten, rund 100.000 Reichsmark an Spenden waren zusammengekommen. Dann kam die Währungsreform, die Spenden waren annähernd wertlos geworden.
Am 4. Dezember 1949 wurde Richtfest gefeiert, am 17. November 1950 die Kirchweihe, bei der es noch keine Kirchenbänke gab. Der Kirchturm wurde in den Jahren 1959 und 1960 gebaut.

## Bau und Ausstattung

### Baubeschreibung
Die Kirche wurde als Hallenkirche mit einem Seitenschiff und einem halbrunden Chorraum gebaut. Das Schiff hat ein Satteldach, das rechts flach über das Seitenschiff gezogen ist, der Chor hat ein Kegeldach. An der Südseite befinden sich über dem Eingang fünf bogenförmige, längliche und ein rundes Fenster, an den beiden Seiten je vier Fenster. Der Chorraum ist durch dreizehn bogenförmige Fensteröffnungen im oberen Drittel gegliedert.
Im viereckigen Kirchturm befinden sich vier Glocken (e – fis – a – h), welche 1960 von der Glockengießerei Mabilon in Saarburg gegossen wurden.

### Ausstattung
Aus der zerstörten Kirche blieben zwei Gegenstände erhalten, die in der neuen Kirche ihren Platz fanden: der Taufstein aus dem Jahr 1848, der beim Eingang steht und eine spätgotische Statue, die die Heilige Anna mit Maria darstellt, auf einem Podest über dem Eingang zur Sakristei.
Auf der linken Seite ein Kreuzweg aus Tuffstein, der später nachkoloriert wurde. Am Marienaltar auf der rechten Seite steht eine Fátima-Madonna.